# Anders Widmark
Hans Anders Widmark, född 25 november 1963 i Uppsala, död 26 november 2024 i Uppsala, var en svensk jazzmusiker, kompositör, pianist, TV-programledare och filmskapare.
Widmark var under hösten 2005 programledare för TV-programmet Album i SVT2.
Bland de olika konstellationer som han spelade i var Anders Widmark Trio den sista. Han avled i cancer under trions pågående turné 2024.

## Priser och utmärkelser
- 2001 –  SKAP:s stipendium 1991.[7]
- 2003 – Grammis för Genom varje andetag i kategorin "Årets visa" (med Helen Sjöholm)[8]
- 2005 – Jan Johansson-stipendiet[9]
- 2009 – Grammis för Resonanser i kategorin "Årets klassiska" (med Allmänna Sången)[8]

## Diskografi
- 1991 – Sylvesters sista resa
- 1993 – Anders Widmark and The Soul Quartet
- 1994 – Holly Hannah
- 1995 – Freewheelin
- 1996 – Anders Widmark
- 1997 – Psalmer
- 2000 – Carmen
- 2004 – Soul Piano
- 2004 – Hymn (improvisationer av 16 traditionella psalmkoraler från 1500-talet)
- 2006 – Waiting for a Train
- 2010 – Visor
- 2012 – Dag Hammarskjöld – Vägmärken
- 2014 – Horses on the Run
- 2019 – A Soulful Christmas
- 2020 – Hear Me Talkin'

### Anders Widmark ochSara Isaksson
- 2002 – Anders Widmark featuring Sara Isaksson
- 2008 – Pool of Happiness

### Helen Sjöholmoch Anders Widmark
- 2003 – Genom varje andetag
- 2015 – Jag vill följa med (singel)

### Claes Janson
- 1990 – Frestelser (Grammisnominerad soloskiva med originalmusik av Anders Widmark)
- 1997 – Skuggorna runt Slussen (originalmusik och producerad av Anders Widmark)